# Улей (Веллингтон)
Улей (англ. Beehive) — одно из зданий парламентского комплекса в Веллингтоне, столице Новой Зеландии. В нём находится канцелярия премьер-министра страны и ряд министерств. Расположено на углу улиц Molesworth Street и Lambton Quay. Получило название «Улей», так как его форма напоминает традиционный английский соломенный улей для пчёл.
Концепция оригинального круглого в плане здания в стиле модернизма разработана шотландским архитектором сэром Бэзилом Спенсом в 1964 году. Здание строилось в 1969—1981 годах и было официально открыто в 1977 году королевой Новой Зеландии Елизаветой II. Улей имеет десять надземных и четыре подземных этажа, высота его 72 метра. Тёмно-коричневая крыша Улья сделана из листовой меди.
Здание изображено на банкноте номиналом 20 новозеландских долларов.